# Alain Le Ray
Alain Le Ray (3 de octubre de 1910 - 4 de junio de 2007) fue un general francés y líder de la Resistencia.
Le Ray, un alpinista aficionado, fue un teniente en la infantería francesa de montaña cuando fue herido y capturado por los alemanes en junio de 1940. Después de un primer intento de fuga de un campo de prisioneros en la Polonia ocupada, fue trasladado a Oflag IV-C. En abril de 1941, se convirtió en el primer preso en escapar del Castillo de Colditz.
Le Ray regresó a Francia, donde ocupó una posición en el ejército de Vichy, bajo Pierre Dunoyer de Segonzac, un pro-Pétain , pero un oficial antialemán. Junto con Dunoyer de Segonzac, Le Ray se unió a la Resistencia en enero de 1943. Asumió el mando militar de la guerrilla du Vercors en febrero de 1943. Le Ray dejó Vercors, en enero de 1944 y se convierte en el comandante en jefe local de las Fuerzas Françaises de l'Intérieur. En esta posición, liberó Grenoble y luchó por los fuertes alpinos ocupados por Alemania hasta 1945.
Después de la guerra, Le Ray ocupó cargos de comando en Indochina y Argelia y se retiró en 1970 como un general de Infantería.